# Richard Schöpper
Richard Schöpper (* 15. April 1877 in Duchroth im Landkreis Bad Kreuznach;  † im 20. Jahrhundert) war ein deutscher Verwaltungsjurist und Bezirksoberamtmann.

## Leben
Richard Schöpper studierte nach dem Abitur am Albert-Schweitzer-Gymnasium in Kaiserslautern Rechtswissenschaften an der Friedrich-Alexander-Universität Erlangen-Nürnberg und legte 1903 das Große juristische Staatsexamen ab. Er erhielt bei der Regierung der Pfalz eine Anstellung als Akzessist und später in Neustadt an der Waldnaab. Zum 1. Oktober 1912 wurde er Assessor beim Bezirksamt Kaiserslautern. 1919 ging er als Assessor wieder zur Regierung in Speyer und wurde dort Staatskommissar für das Hilfswerk Oppau. 1921 zum Regierungsrat ernannt, wurde er zum 1. Juli 1923 zunächst als Amtsverweser im Bezirksamt Marktheidenfeld eingesetzt. Zum 1. Dezember 1924 übernahm er als Bezirksoberamtmann die Leitung des Bezirksamtes Frankenthal. Dieses Amt hatte er bis Ende Mai 1929 inne. Über seinen weiteren Lebens- und Berufsweg gibt die Quellenlage keine Aufschlüsse. 